# Søren Larsen
Søren Larsen (Køge, Dinamarca, 6 de septiembre de 1981), futbolista danés. Juega de delantero en el Aarhus GF en la Superliga de Dinamarca.

## Selección nacional
Ha sido internacional con la Selección de fútbol de Dinamarca, ha jugado 16 partidos internacionales y ha anotado 11 goles.

### Participaciones en Copas del Mundo
| Mundial                        | Sede      | Resultado    |
| ------------------------------ | --------- | ------------ |
| Copa Mundial de Fútbol de 2010 | Sudáfrica | Primera fase |

## Clubes
| Club                  | País      | Año       |
| --------------------- | --------- | --------- |
| Køge BK               | Dinamarca | 1997-2001 |
| Brøndby IF            | Dinamarca | 2001-2002 |
| BK Frem               | Dinamarca | 2002-2004 |
| Djurgårdens IF        | Suecia    | 2004-2005 |
| Schalke 04            | Alemania  | 2005-2008 |
| Toulouse FC           | Francia   | 2008-2009 |
| MSV Duisburgo         | Alemania  | 2009-2010 |
| Feyenoord de Róterdam | Holanda   | 2011      |
| Aarhus GF             | Dinamarca | 2011-     |